# Brontok
Brontok (engl. Brontok worm) je računalni e-mail crv s porijeklom iz Indonezije koji inficira računala koja rade pod OS Microsoft Windowsom. Širi se tako što sam sebe šalje na e-mail adrese koje pronađe na zaraženom računalu. Za slanje koristi svoje vlastito okruženje a kao pošiljatelja označava osobu s čijeg računala šalje.

## Opis

### Varijante
Postoji nekoliko varijanti ovog crva:
| - Brontok.A - Brontok.B - Brontok.C - Brontok.D - Brontok.F | - Brontok.G - Brontok.H - Brontok.I - Brontok.K - Brontok.Q |

Druga imena pod kojima se ovaj crv pojavljuje su: W32/Rontokbro.gen@MM, W32.Rontokbro@mm, BackDoor.Generic.1138, W32/Korbo-B, Worm/Brontok.a, Win32.Brontok.A@mm, Worm.Mytob.GH, W32/Brontok.C.worm, i Win32/Brontok.E.

### Djelovanje
Kada ga žrtva po prvi put pokrene, kopira sam sebe u direktorij s podacima o korisničkim aplikacijama. Nakon toga podešava da ga Windows pokreće zajedno sa svim drugim aplikacijama preko ključa HKLM\Software\Microsoft\Windows\CurrentVersion\Run u registryu i onemogući korisnika da ovo izmijeni tako što postavi zabranu korištenja Windows Registrya korisniku. Također, otežava pristup svojim datotekama na disku tako što ih prvo podesi da su sistemske datoteke i direktoriji aplikacija nevidljivi, a potom iz Internet Explorera ukloni opciju Folder Options kojom se ovo može popraviti. Također isključuje Windows Firewall a u nekim od svojih varijanata ponovno pokreće računalo kada se u naslovu nekog prozora nađe tekst nekog programa koji bi mu mogao naškoditi. Ponovno pokretanje računala također slijedi kada žrtva pokuša otvoriti MS DOS ili skidati datoteke s interneta.
S vremena na vrijeme pokreće web stranicu s porukom: Stranica je snimljena u direktorij My Pictures.